# Yalgar River
Yalgar River är ett vattendrag i Australien. Det ligger i delstaten Western Australia, omkring 690 kilometer norr om delstatshuvudstaden Perth.
Omgivningarna runt Yalgar River är i huvudsak ett öppet busklandskap. Trakten runt Yalgar River är nära nog obefolkad, med mindre än två invånare per kvadratkilometer. Genomsnittlig årsnederbörd är 295 millimeter. Den regnigaste månaden är januari, med i genomsnitt 97 mm nederbörd, och den torraste är augusti, med 3 mm nederbörd.